# Aphyosemion bualanum
Aphyosemion bualanum е вид лъчеперка от семейство Nothobranchiidae. Видът е застрашен от изчезване.

## Разпространение
Разпространен е в Камерун, Нигерия и Централноафриканска република.

## Описание
На дължина достигат до 5 cm.